# 青森県立弘前中央高等学校
青森県立弘前中央高等学校（あおもりけんりつ ひろさきちゅうおうこうとうがっこう, Aomori Prefectural Hirosaki Chuo High School）は、青森県弘前市大字蔵主町に所在する公立の高等学校。

## 概要
歴史
1900年（明治33年）に「青森縣第一高等女學校」として創立した伝統校である。その後、数回の校名改称を経て、1950年（昭和25年）に現校名となる。1949年（昭和24年）に男子生徒を受け入れ男女共学を開始したが、前身が高等女学校ということもあって男子の入学生は少なく、ついに1957年（昭和32年）4月に男子生徒が卒業して実質女子校となった。時を経て38年後の1995年（平成7年）、人文科の新設を機に男女共学を再開し、1997年（平成9年）からは普通科も男女共学を開始。2020年（令和2年）に創立120周年を迎えた。
設置課程・学科
- 全日制課程 普通科（学年制）
  - 人文科は2013年（平成25年）3月に廃止。

- 定時制課程　普通科（単位制）
  - 2013年（平成25年）募集停止。経過措置を経て2016年（平成28年）3月31日に廃止。

校訓
「自律・誠実・進取」
モットー
「文武両道」
教育目標
1. 自律の精神で自己の成長を図る生徒の育成
2. 誠実、謙虚が身についた品性ある生徒の育成
3. 進取の気象で高い目標に挑戦する生徒の育成

校章
「高」の文字を図案化し、弘前城の異名「鷹揚城」にちなみ、鷹がはばたく姿を表したものを背景にして校名の「中央」の文字を縦に置いている。
校歌
作詞は谷川俊太郎、作曲は中田喜直による。歌詞は2番まであり、最後に校名の「弘前中央高校」が登場する。
校地
正門前は一方通行道路で、アクセスには注意が必要。学食はない。
同窓会
弘前城の異名にちなみ、「鷹揚会」（おうようかい）と称している。

## 沿革
旧制・高等女学校時代
- 1900年（明治33年）7月31日 - 弘前市に「青森縣高等女學校」の設置が告示される。生徒定員を200名とする。
- 1901年（明治34年）
  - 4月1日 - 「青森縣第一高等女學校」として現在地に開校。
  - 5月15日 - 「青森縣立第一高等女學校」と改称（縣の後に「立」が加えられる）。
  - 6月1日 - 開校式を挙行。以来この日を開校記念日とする。
- 1909年（明治42年）4月1日 - 「青森縣立弘前高等女學校」と改称。
- 1942年（昭和17年）
  - 3月8日 - 同窓会から記念館が寄贈される。
  - 4月1日 - 補習科を設置。
- 1943年（昭和18年）4月 - 高等女学校令が廃止され、中等学校令が施行される。
- 1944年（昭和19年）
  - 4月1日 - 青森県指定看護婦養成所、臨時青森県国民学校教員養成講習会を設置。
  - この年 - 勤労動員が開始。
- 1945年（昭和20年）
  - 4月1日 - 学校での授業が停止される。
  - 8月 - 終戦。
  - 9月 - 授業を再開。
- 1947年（昭和22年）4月1日 - 学制改革（六・三制の実施）が行われる。
  - 高等女学校の募集を停止。
  - 新制中学校を併設し（名称:青森県立弘前高等女学校併設中学校、以下・併設中学校）、高等女学校1・2年修了者を新制中学2・3年生として収容。
  - 併設中学校は経過措置としてあくまで暫定的に設置されたため、新たに生徒募集は行われず、在校生が2・3年生のみの中学校であった。
  - 高等女学校3・4年修了者はそのまま在籍し、4・5年生となった。ただし、4年修了時点で卒業することもできた。

新制高等学校
- 1948年（昭和23年）
  - 4月1日 - 学制改革（六・三・三制の実施）により、高等女学校は廃止され、新制高等学校「青森県立弘前女子高等学校」が発足。通常制普通課程を設置。
    - 高等女学校卒業者（5年修了者）を新制高校3年生、高等女学校4年修了者を新制高校2年生、併設中学校卒業者（3年修了者）を新制高校1年生として収容。
    - 併設中学校を継承し（名称:青森県立弘前女子高等学校併設中学校）、在校生が1946年（昭和21年）に高等女学校へ最後に入学した3年生のみとなる。

  - 5月1日 - 定時制を設置。
- 1949年（昭和24年）
  - 3月31日 - 併設中学校を廃止（経過措置を修了）。
  - 4月1日 - 高校三原則に基づき、男子生徒の受け入れを開始。男女共学を開始。
- 1950年（昭和25年）
  - 4月1日 - 「青森県立津軽高等学校」と改称。
  - 5月16日 - 「青森県立弘前中央高等学校」（現校名）と改称。
- 1954年（昭和29年）
  - 3月12日 - 校地を拡張。
  - 9月17日 - 講堂が完成。
- 1957年（昭和32年）4月 - 男子生徒が卒業し、男子の入学生がなかったため、実質的に女子校となる。
- 1960年（昭和35年）10月1日 - 管理棟が完成。
- 1961年（昭和36年）12月1日 - 図書館が完成。
- 1962年（昭和37年）
  - 4月1日 - 通常制普通課程を全日制課程普通科に、定時制普通課程を定時制課程普通科に改称。
  - 6月6日 - 特別教室棟が完成。
- 1963年（昭和38年）7月16日 - 体育館が完成。
- 1966年（昭和41年）9月17日 - プールが完成。
- 1973年（昭和48年）1月20日 - 第2体育館が完成。
- 1974年（昭和49年）
  - 9月7日 - 新館が完成。
  - 10月5日 - 生徒会館が完成。
- 1982年（昭和57年）10月5日 - 生徒会館付属館（運動部室）が完成。
- 1987年（昭和62年）10月5日 - 情報処理室を設置。
- 1989年（平成元年）10月2日 - 第1体育館と第2体育館を結ぶ連絡廊下が完成。
- 1991年（平成3年）11月26日 - 運動場を整備。
- 1995年（平成7年）4月1日 - 全日制課程に人文科を1学級新設し、38年ぶりに男女共学を再開。
- 1997年（平成9年）4月1日 - 全日制課程の普通科でも男女共学を開始。
- 2000年（平成12年）
  - 4月1日 - 創立100周年を記念して新校歌を制定。
  - 9月20日 - 弘中央会館（同窓会館）が完成。
  - 10月1日 - 創立100周年記念式典を挙行。
- 2005年（平成17年）1月5日 - 第2運動場が完成。
- 2010年（平成22年）
  - 3月31日 - 旧図書館・プールを解体。
  - 4月1日 - 人文科の募集を停止。
  - 12月20日 - 第二体育館の耐震補強工事が完成。
- 2012年（平成24年）3月31日 - 講堂の耐震補強工事が完成。経過措置として人文科を廃止。
- 2013年（平成25年）4月1日 - 定時制課程 普通科の募集を停止。
- 2014年（平成26年）- 新校舎が完成。
- 2016年（平成28年）3月31日 - 定時制課程 普通科を廃止。
- 2017年（平成29年）4月 - 青森県立岩木高等学校を統合する。

## 部活動
運動部
- テニス部
- ソフトボール部
- バレーボール部
- バスケットボール部
- ソフトテニス部
- バドミントン部
- 陸上部
- 卓球部
- 体操部
- 弓道部
- 水泳部
- 剣道部
- なぎなた部
- 硬式野球部
- サッカー部

文化部
- 自然科学部
- イラスト部
- 英語部
- 書道部
- 美術部
- 音楽部
- 文芸部
- 演劇部
- 食物部
- 茶道部
- パソコン部
- 写真部
- JRC部
- 吹奏楽部
- 囲碁・将棋部
- 筝曲部

特別部
- 新聞部
- 放送部
- 応援団

愛好会
- 舞踊愛好会

## 交通アクセス
- JR東日本
  - 奥羽本線弘前駅下車、自動車8分、徒歩25分。

- 弘南鉄道
  - 弘南線弘前駅下車、自動車8分、徒歩25分。
  - 大鰐線中央弘前駅下車、自動車6分、徒歩20分。

## 著名な出身者
- 板垣直子 - 文芸評論家（弘前高女）
- 斎藤春香 - ソフトボール選手（アトランタ五輪代表・シドニー五輪銀メダリスト・アテネ五輪銅メダリスト・北京五輪日本代表監督）
- 流石景 - 漫画家
- 佐野ぬい - 洋画家
- 下田敦子 - 元参議院議員
- 奈良岡朋子 - 女優・声優（東京府立第一高女から疎開で弘前高女に編入）
- 奈良光枝 - 歌手・女優（弘前高女）
- 三浦徳子 - 作詞家[2]
- 相馬錩一 - 弘前市長